# Helina gladisurstylata
Helina gladisurstylata är en tvåvingeart som beskrevs av Feng 2004. Helina gladisurstylata ingår i släktet Helina och familjen husflugor. Inga underarter finns listade i Catalogue of Life.